# Restaurant Copenhagen Corner
Restaurant Copenhagen Corner var en restaurant beliggende i Rådhusarkaden på hjørnet af Vesterbrogade og H.C. Andersens Boulevard umiddelbart overfor Rådhuspladsen i Indre By, København. 
Restaurantens køkken var klassisk dansk/fransk, og menukortet indeholdt bl.a. smørrebrød. Restauranten blev renoveret i 2008 og ejedes af NP Hotels. Restauranten lukkede i forbindelse med renoveringen af Industriens Hus.